# Otto Hense
Kurt Otto Friedrich Hense (* 11. April 1845 in Halberstadt; † 11. März 1931 in Freiburg im Breisgau) war ein deutscher klassischer Philologe.

## Leben
Als Sohn eines Lehrers, der häufig versetzt wurde, besuchte Hense verschiedene preußische Gymnasien. Nach der Reifeprüfung in Leipzig (1864) studierte er an den Universitäten Erlangen, Leipzig und Halle Klassische Philologie, Philosophie und Alte Geschichte. 1868 wurde er bei Theodor Bergk und Gottfried Bernhardy in Halle mit der Dissertation Exercitationes criticae imprimis in Euripidis fragmentis promoviert. Anschließend arbeitete er als Gymnasiallehrer und habilitierte sich 1872 in Halle für sein Fach. Im Jahr 1876 wurde er auf den Lehrstuhl für Klassische Philologie an der Universität Freiburg berufen, den er bis zu seiner Emeritierung im Jahr 1909 innehatte. Im akademischen Jahr 1893/1894 war er Prorektor der Universität. Der Klassisch-Philologische Verein Freiburg im Naumburger Kartellverband ernannte ihn zum Ehrenmitglied. Hense führte den Titel Geheimer Hofrat.